# James Keir
James Keir FRS (20 september 1735 - 11 oktober 1820) was een Schots scheikundige, geoloog, industrieel en uitvinder. 
Hij was een belangrijk lid van de Lunar Society van Birmingham.
- Gemeinsame Normdatei: 142529842
- International Standard Name Identifier: 0000 0000 8366 3475
- Library of Congress Control Number: nr92029182
- Nationale bibliotheek van Australië: 35263695
- Nationale Bibliotheek van Israël: 987007283295805171
- Nederlandse Thesaurus van Auteursnamen: 339734930
- Réseau des bibliothèques de Suisse occidentale: 02-A022859435
- SNAC: w6pg966f
- Système universitaire de documentation: 201305267
- Trove: 888104
- Virtual International Authority File: 26928974
- WorldCat: E39PBJq6VjY94Kx8VkPcKq6Myd